# Sekret (segl)
Sekret (latin sigillum secretum, hemmeligt segl) betegner en fyrstes private segl. En fyrstes sekret benyttes til underskrivelse af fyrstens privatkorrespondance, hvorved man undgik at benytte et officielt rigs- eller majestætssegl. Efterhånden blev udtrykket sekret brugt om mindre segl generelt.